# Campeonato Mundial de Tiro al Plato de 1997
El XXVII Campeonato Mundial de Tiro al Plato se celebró en Lima (Perú) en el año 1997 bajo la organización de la Federación Internacional de Tiro Deportivo (ISSF) y la Federación Peruana de Tiro Deportivo.

## Resultados

### Masculino
| Evento               | Oro                                   | Plata                            | Bronce                               |
| -------------------- | ------------------------------------- | -------------------------------- | ------------------------------------ |
| Foso                 | Giovanni Pellielo · Italia · 144 pts. | José Silva Portugal 143 pts.     | Roberto Scalzone · Italia · 143 pts. |
| Foso (equipos)       | Italia · 258                          | Portugal 245                     | Australia 228                        |
| Doble foso           | Mark Russell Australia 189            | Waldemar Schanz · Alemania · 186 | Mirco Cenci · Italia · 185           |
| Doble foso (equipos) | Italia · 415                          | Australia 413                    | Estados Unidos 400                   |
| Skeet                | Abdulá al-Rashidi Kuwait 149          | Ennio Falco · Italia · 146       | Juan Giha · Perú · 145               |
| Skeet (equipos)      | Estados Unidos 357                    | Cuba · 354                       | Rusia · 353                          |

### Femenino
| Evento               | Oro                             | Plata                                  | Bronce                                      |
| -------------------- | ------------------------------- | -------------------------------------- | ------------------------------------------- |
| Foso                 | Elena Rabaya · Rusia · 87 pts.  | Gema Usieto · España · 86 pts.         | Desiree Wakerfield-Baynes Australia 86 pts. |
| Foso (equipos)       | Italia · 188                    | Estados Unidos 174                     | Rusia · 170                                 |
| Doble foso           | Deborah Gelisio · Italia · 148  | Cynthia Meyer · Canadá · 138           | Riita-Mari Murtoniemi · Finlandia · 136     |
| Doble foso (equipos) | Italia · 298                    | China 293                              | Rusia · 287                                 |
| Skeet                | Antonella Parrini · Italia · 92 | Diana van der Valk · Países Bajos · 91 | Jaana Pitkänen · Finlandia · 89             |

## Medallero
| Núm. | País           | Oro | Plata | Bronce | Total |
| ---- | -------------- | --- | ----- | ------ | ----- |
| 1    | Italia         | 7   | 1     | 2      | 10    |
| 2    | Australia      | 1   | 1     | 2      | 4     |
| 3    | Estados Unidos | 1   | 1     | 1      | 3     |
| 4    | Rusia          | 1   | 0     | 3      | 4     |
| 5    | Kuwait         | 1   | 0     | 0      | 1     |
| 6    | Portugal       | 0   | 2     | 0      | 2     |
| 7    | Alemania       | 0   | 1     | 0      | 1     |
|      | Canadá         | 0   | 1     | 0      | 1     |
|      | China          | 0   | 1     | 0      | 1     |
|      | Cuba           | 0   | 1     | 0      | 1     |
|      | España         | 0   | 1     | 0      | 1     |
|      | Países Bajos   | 0   | 1     | 0      | 1     |
| 13   | Finlandia      | 0   | 0     | 2      | 2     |
| 14   | Perú           | 0   | 0     | 1      | 1     |
|      | TOTAL          | 11  | 11    | 11     | 33    |